# Yamashio Maru (tàu sân bay Nhật)
Yamashio Maru là một tàu sân bay hộ tống được Lục quân Đế quốc Nhật Bản sử dụng trong Chiến tranh Thế giới thứ hai. Nó được cải biến từ một tàu dầu thương mại, và đã bị máy bay Mỹ đánh chìm trước khi hoạt động như một tàu sân bay.

## Thiết kế và chế tạo
Vào năm 1944, Lục quân Đế quốc Nhật Bản đã cải biến hai tàu biển chở khách thành tàu sân bay kết hợp đổ bộ, khi họ quyết định sở hữu những tàu sân bay hộ tống của riêng họ nhằm hỗ trợ trên không cho các đoàn tàu vận tải binh lính. Vì vậy họ đã trưng dụng hai tàu chở dầu Kiểu 2TL đang được chế tạo, Yamashio Maru (được Mitsubishi chế tạo tại Yokohama) và Chigusa Maru, để cải biến thành các tàu sân bay hộ tống bổ trợ.
Công việc cải biến cực kỳ đơn giản, chỉ bổ sung thêm một sàn cất cánh dài 107 m (410 ft). Không có hầm chứa máy bay, nên toàn bộ tám máy bay của con tàu (có thể là máy bay tiêm kích Nakajima Ki-44) được giữ ngay trên sàn cất cánh. Vũ khí tự vệ bao gồm 16 súng phòng không 25 mm cùng một máy phóng mìn ở phía trước.

## Lịch sử hoạt động
Yamashio Maru được đưa ra hoạt động vào ngày 27 tháng 1 năm 1945, Bị máy bay Mỹ đánh chìm chỉ 21 ngày sau đó, 17 tháng 2 năm 1945. Đã có những kế hoạch nhằm chuyển nó thành một tàu chở hàng chạy bằng than, nhưng nó chưa từng bao giờ hoạt động như một tàu sân bay. Con tàu chị em Chigusa Maru chưa hoàn tất vào lúc Nhật Bản đầu hàng, và đã hoạt động như một tàu chở dầu sau chiến tranh.